# Lo Gay Saber
Lo Gay Saber fue una revista literaria catalana fundada en Barcelona en 1868 por Francesch Pelay Briz. Según decía en su portada, pretendía ser un diario hecho por escritores catalanes, mallorquines y valencianos, y su causa era la defensa de la unidad de la lengua. Se le considera la continuación del Calendari Català, y órgano oficioso de los Juegos Florales, al estilo de la Armani prouvençau con el Félibrige. Tenía pretensiones políticas y se presentaba como ecléctica y con numerosos colaboradores, entre los que estaba el grupo de Frédéric Mistral. La publicación fue interrumpida en 1869, pero fue reanudada del 1878 hasta 1883, también con la dirección de Briz.
Entre sus colaboradores, podemos destacar Joaquim Rubió y Ors, Teodoro Llorente Olivares, Serafí Pitarra, Marian Aguiló, Jacinto Verdaguer, Víctor Balaguer y Joan Maragall.